# Hans Krumpper
Hans Krumpper (né aux alentours de 1570 à Weilheim in Oberbayern et mort entre le 7 mai et le 14 mai 1634 à Munich) est un sculpteur, stucateur, constructeur d'autel et architecte bavarois.
Il travaille sous le règne de Guillaume V de Bavière et de Maximilien Ier.
À partir de 1584, Krumpper travaille pour la cour bavaroise. Il devient le successeur de Friedrich Sustris en 1599 et sculpteur officiel de la cour en 1609.
Il développe le style baroque bavarois en s'inspirant du maniérisme  hollandais et italien.
Il travaille à de nombreuses œuvres de la Résidence de Munich, lors de la grande campagne de travaux conduite entre 1600 et 1616 à la demande du duc Maximilien Ier. Il réalise notamment les stucs, la statue de la Patrona Bavariae sur la façade côté Residenzstraße, la fontaine des Wittelsbach qui se trouve dans le Brunnenhof ainsi que le temple de Diane situé dans le Hofgarten. Par ailleurs, il a terminé en 1622 un cénotaphe de l'empereur Louis IV du Saint-Empire, issu de la famille régnante de Bavière les Wittelsbach, qui se trouve dans la cathédrale Notre-Dame de Munich (Frauenkirche en allemand).
Il a aussi à son actif des épitaphes à l'église du Saint-Esprit de Munich et à celle de Tous-les-Saints de Munich.
Son chef-d'œuvre est l'église Saint-Paul de Munich, construite entre 1621 et 1623. Elle fut toutefois rasée en 1902. 
À la même période, il participe à l'élaboration des plans de la reconstruction de la cathédrale de Freising, cependant ils ne sont pas mis en œuvre.

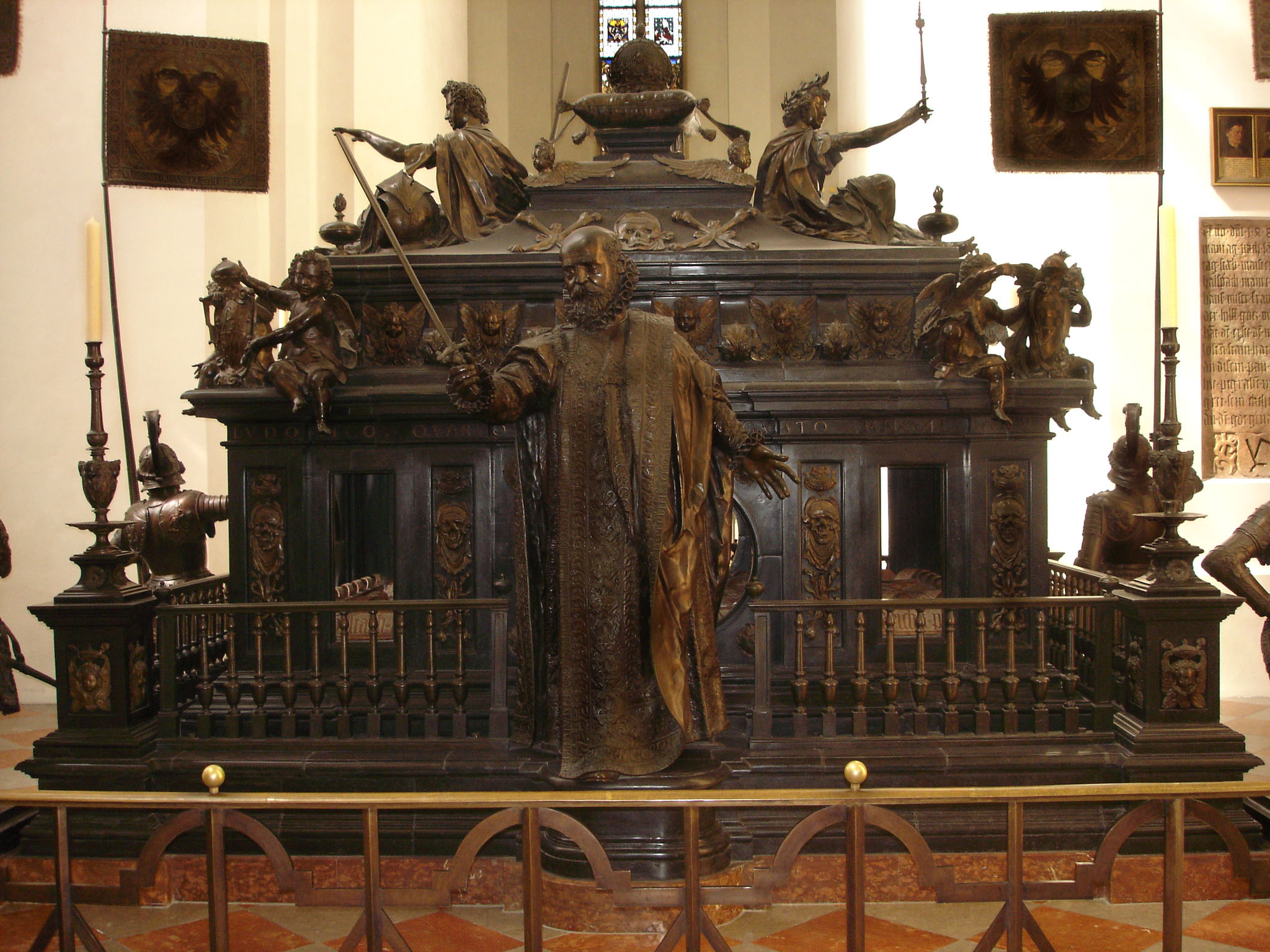
Cénotaphe de l'empereur Louis Ier, dans la cathédrale Notre-Dame (Frauenkirche) de Munich, construit en 1622 ; au premier plan, une statue d'Albert V.
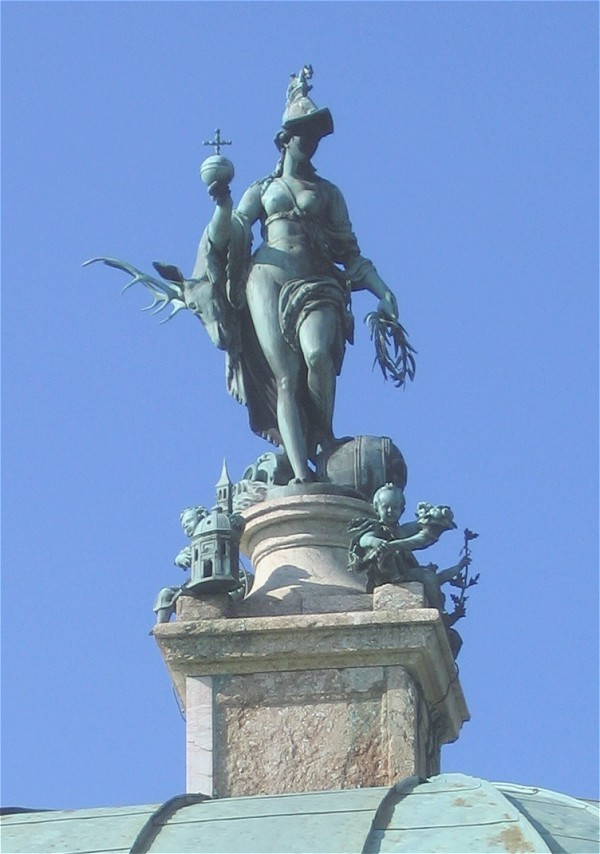
Statue de bronze sur le toit du temple de Diane dans le Hofgarten de Munich.